# 金巴崙長老會耀道小學
金巴崙長老會耀道小學（英語：Cumberland Presbyterian Church Yao Dao Primary School），為香港一所津貼全日制小學，位於元朗區天水圍新市鎮，於2000年創立。

## 歷史
此校於1999年由金巴崙長老會香港區會向政府申辦，有關申請於同年8月得到受理，並獲分配現址的校舍。至2000年12月，此校正式開辦，並以香港區會創會主席甘耀道牧師之名，命名為「耀道小學」。
至2005年，由於同系的耀道中學成功開辦，兩校正式結為「一條龍學校」，此校小六學生可選擇直接入讀耀道中學的中一級，不必申請統一派位。

## 歷任管治人員

### 校監
- 余達心博士（2000年-？，創校校監[6]）
- 袁月梅博士[7]
- 張豐先生（本身為新生命教育協會呂郭碧鳳中學第七任校長）
- 張達昌先生（現任校監）

### 校長
- 梁淑群女士（2000年-2006年，創校校長，後轉職至教育局）[8][9]
- 鍾頴欣女士（2006年-2022年，第二任）
- 陳詠欣女士（2022年起，現任校長）

## 校舍
此校為一所1995年版本小學靈活式校舍，樓高7層，設30間課室及各種特別室。校舍綑綁於天悅邨第五期的建築合約，地基及上蓋分別由新昌（地基）及保華建業集團承建，於1998年動工，至2000年12月啟用。
值得一提的是，耀道小學連同鄰近的香港普通話研習社科技創意小學，為全港最後一批小學版本靈活式校舍，均於2000年10月才完工。此外，此校連同毗鄰另外四間學校，亦是全港建設期最長的同款校舍，其撥款建議早於1997年3月交付立法局，但最後歷時超過三年半才完工。

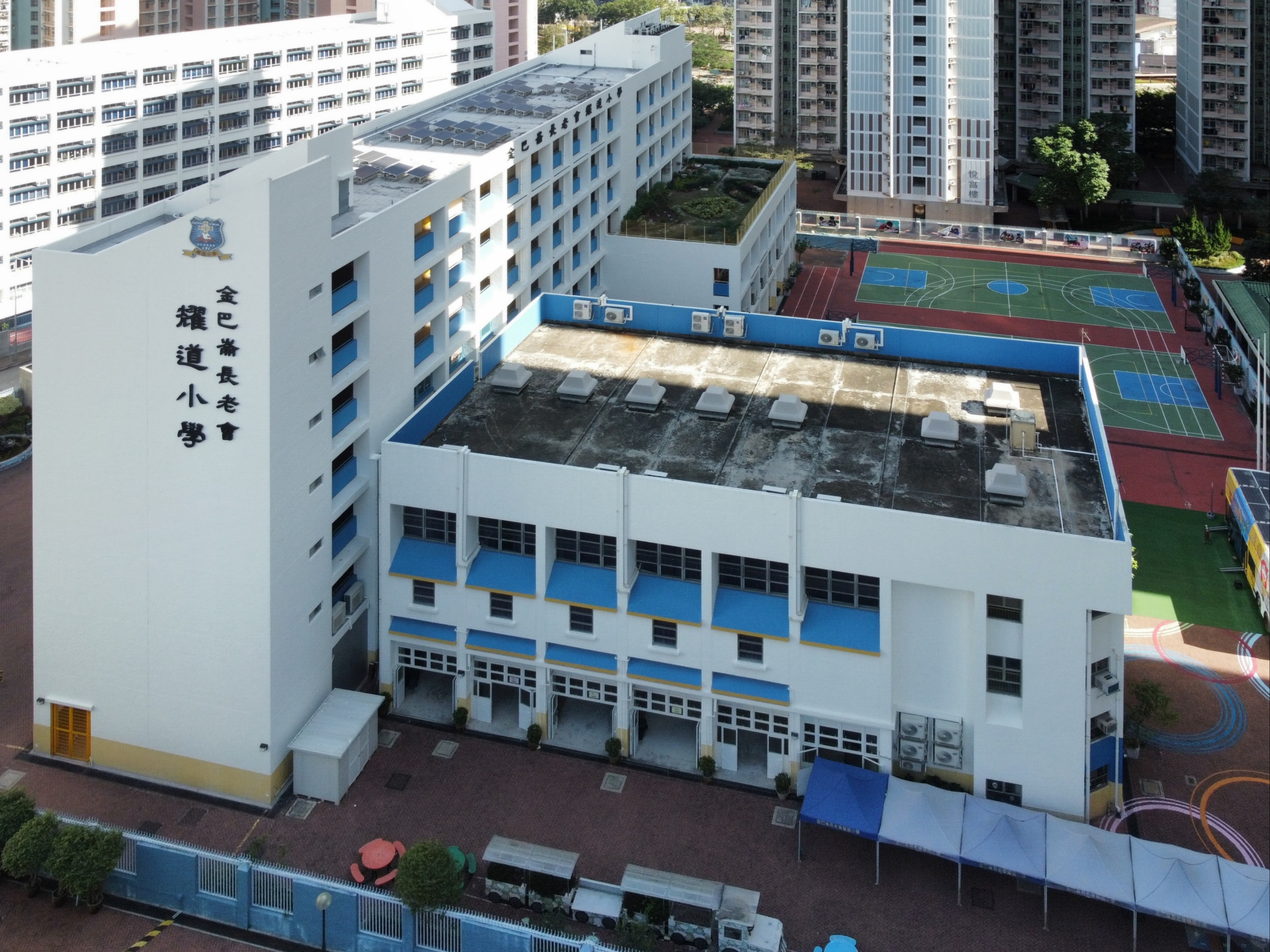
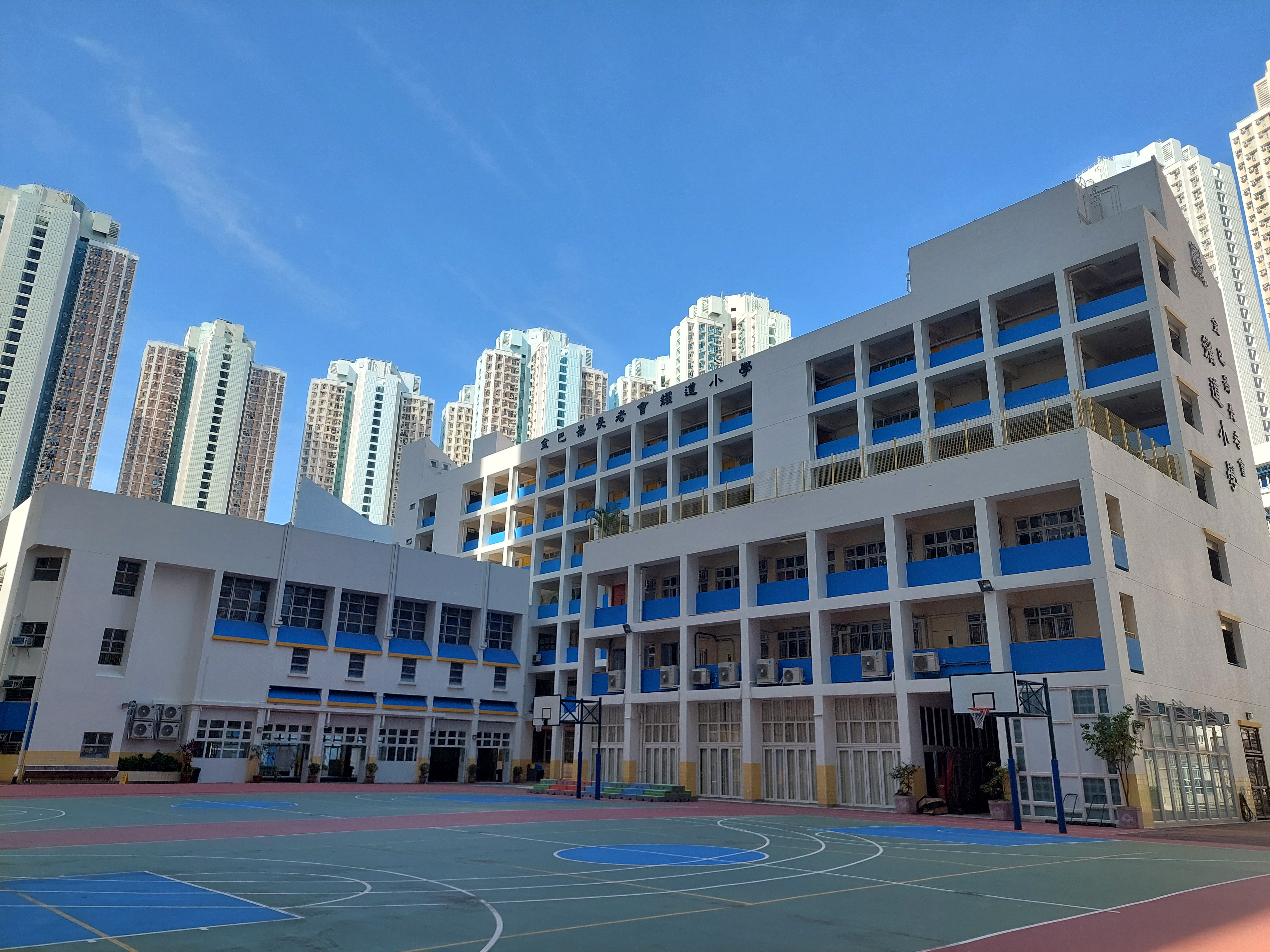
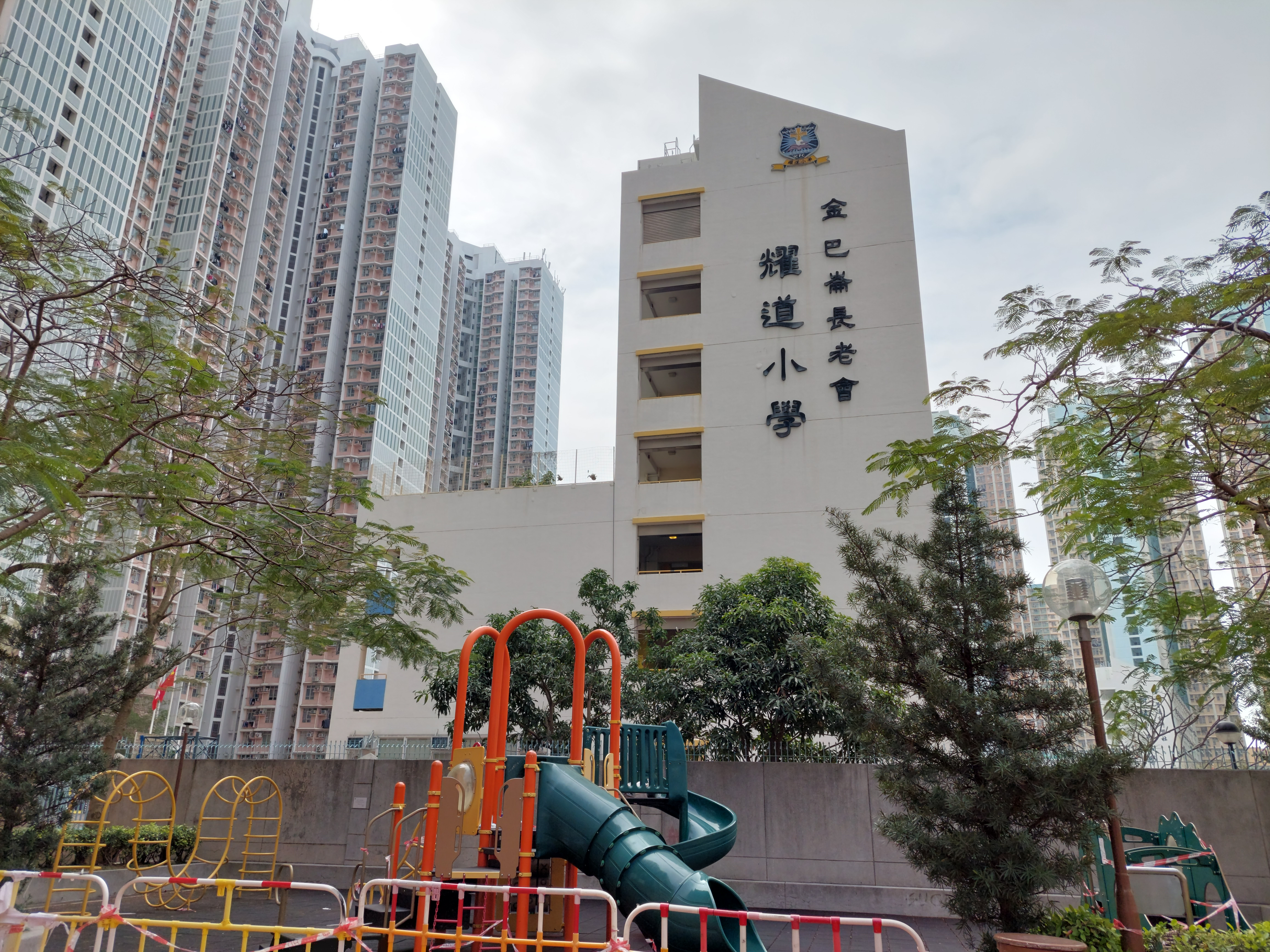

## 事件及軼事
- 2003年7月10日，屯門公路發生嚴重車禍，造成21死20傷，當中此校教師陳玉玲亦於車禍當中喪生[12]。
- 2010年5月29日，時任律政司司長黃仁龍到訪，並為此校10周年校慶感恩崇拜致辭[13]。
- 2021年3月10日，由於政府在天富苑及天悅邨一帶學校（包括此校）的污水樣本內驗出新冠病毒，此校所有師生均需按《強制檢測公告》的規定，在限期內進行2019冠狀病毒病檢測[14][15]。
- 2022年6月21日晚上，中電位於元朗山貝河的高壓電纜橋發生爆炸，導致天水圍等地區停電。而由於天水圍北一帶需要較長時間才完成電力搶修工作，包括此校在內的14間當區學校翌日需停課一天[16]。

## 著名/傑出校友
- 黎厚希：香港足球運動員[17]

## 註解
1. ↑  2021/22年度[1]
2. ↑  2023/24年度[2]

## 外部連結
- 金巴崙長老會耀道小學官方網頁 （页面存档备份，存于）

22°27′48″N 114°00′01″E / 22.46342°N 114.00020°E